# Laboratoire de recherche historique Rhône-Alpes
 (mai 2023).
Si vous disposez d'ouvrages ou d'articles de référence ou si vous connaissez des sites web de qualité traitant du thème abordé ici, merci de compléter l'article en donnant les références utiles à sa vérifiabilité et en les liant à la section « Notes et références ».
Le laboratoire de recherche historique Rhône-Alpes (LARHRA), créé en 2003, est une unité mixte de recherche, commune à l’université Lumière Lyon-II, à l'université Jean-Moulin Lyon-III, à l'université Grenoble-Alpes, à l'École normale supérieure de Lyon et au CNRS (Institut des sciences humaines et sociales, UMR 5190). Il a été dirigé par Jean-Luc Pinol (2003-2010), Bernard Hours (2011-2020), Sophie Raux (2021-2023) et Stéphane Frioux (depuis 2024).
Le laboratoire est spécialisé en histoire moderne et contemporaine. Il est organisé en six équipes :  « art, imaginaire, société »,  « genre et société »,  « histoire de l'éducation » (issue de l'ancien Service d'histoire de l'éducation),  « religions, sociétés, acculturation »,  « sociétés, économie, territoires » et  « pouvoirs, villes et sociétés ». Une septième équipe transversale, le  « pôle histoire numérique » met au point les instruments de recherche nécessaires, informatiques, techniques et conceptuels dans le cadre du développement des humanités numériques.
Du fait de ses multiples partenaires universitaires et de son histoire, ses locaux sont situés dans trois villes différentes et sur plusieurs sites :
- Lyon, à l'Institut des sciences de l'homme (siège), à l'université Jean-Moulin (campus des quais) et à l'École normale supérieure de Lyon ;
- Grenoble, à la Maison des Sciences de l'Homme-Alpes ;
- Paris, à l'École normale supérieure.

Le laboratoire publie des cahiers de recherche intitulé « Les carnets du LARHRA ». Depuis 1994 le LARHRA publie une revue, Chrétiens et  Sociétés. Il édite également depuis 2003 des ouvrages rassemblés dans la collection « Chrétiens et Sociétés. Documents et Mémoires ».